# Thể thao Cộng hòa Séc

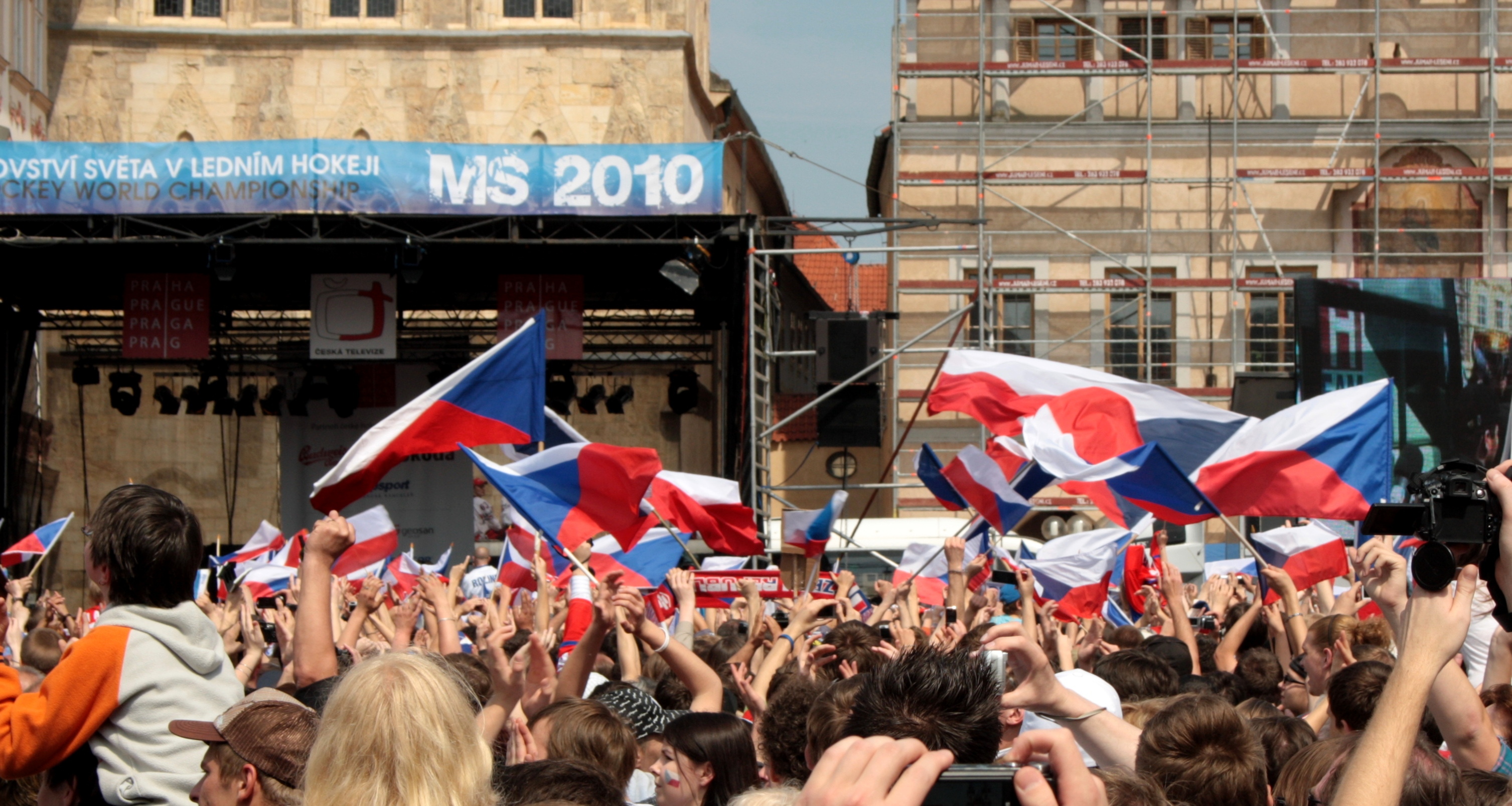
Các nhà vô địch khúc gôn cầu trên băng thế giới xuất hiện tại Quảng trường Phố cổ (2010).

Thể thao đóng vai trò quan trọng trong cuộc sống của nhiều người Séc, nhìn chung họ là những cổ động viên hâm mộ các cá nhân hoặc đội bóng mà họ yêu thích. Hai môn thể thao hàng đầu ở Cộng hòa Séc là bóng đá và khúc gôn cầu trên băng, cả hai bộ môn đều thu hút lượng quan tâm khổng lồ nhất từ cả giới truyền thông và cổ động viên. Nhiều môn thể thao khác được tổ chức thành giải có cấu trúc chuyên nghiệp gồm có bóng rổ, bóng chuyền, bóng ném đồng đội, bóng ném Séc, điền kinh, khúc gôn cầu và nhiều môn khác. Thể thao là nguồn gốc của làn sóng yêu nước mãnh liệt, thường dâng cao trong nhiều ngày hoặc nhiều tuần lễ trước khi khởi tranh một sự kiện và dần lắng xuống nhiều ngày sau đó.
Các sự kiện thể thao được cổ động viên Séc xem trọng nhất là: giải vô địch khúc gôn cầu trên băng thế giới, giải đấu Thế vận hội khúc gôn cầu trên băng, giải bóng đá vô địch châu Âu, giải bóng đá vô địch thế giới và các trận vòng loại của những sự kiện như vậy. Nhìn chung, bất kì trận đấu quốc tế liên quan đến đội tuyển khúc gôn cầu trên băng Cộng hòa Séc hay đội tuyển bóng đá quốc gia đều thu hút lượng lớn sự quan tâm, đặc biệt là các trận đấu với những đối thủ truyền thống: Đức ở môn bóng đá; Nga, Phần Lan, Thụy Điển và Canada ở môn khúc gôn cầu trên băng; và Slovakia ở cả hai môn. Các kì Thế vận hội mùa hè và mùa đông cũng cực kì nổi tiếng ở Séc.

## Khúc gôn cầu trên băng
Khúc gôn cầu trên băng là một trong những môn thể thao phổ biến nhất ở Cộng hòa Séc.

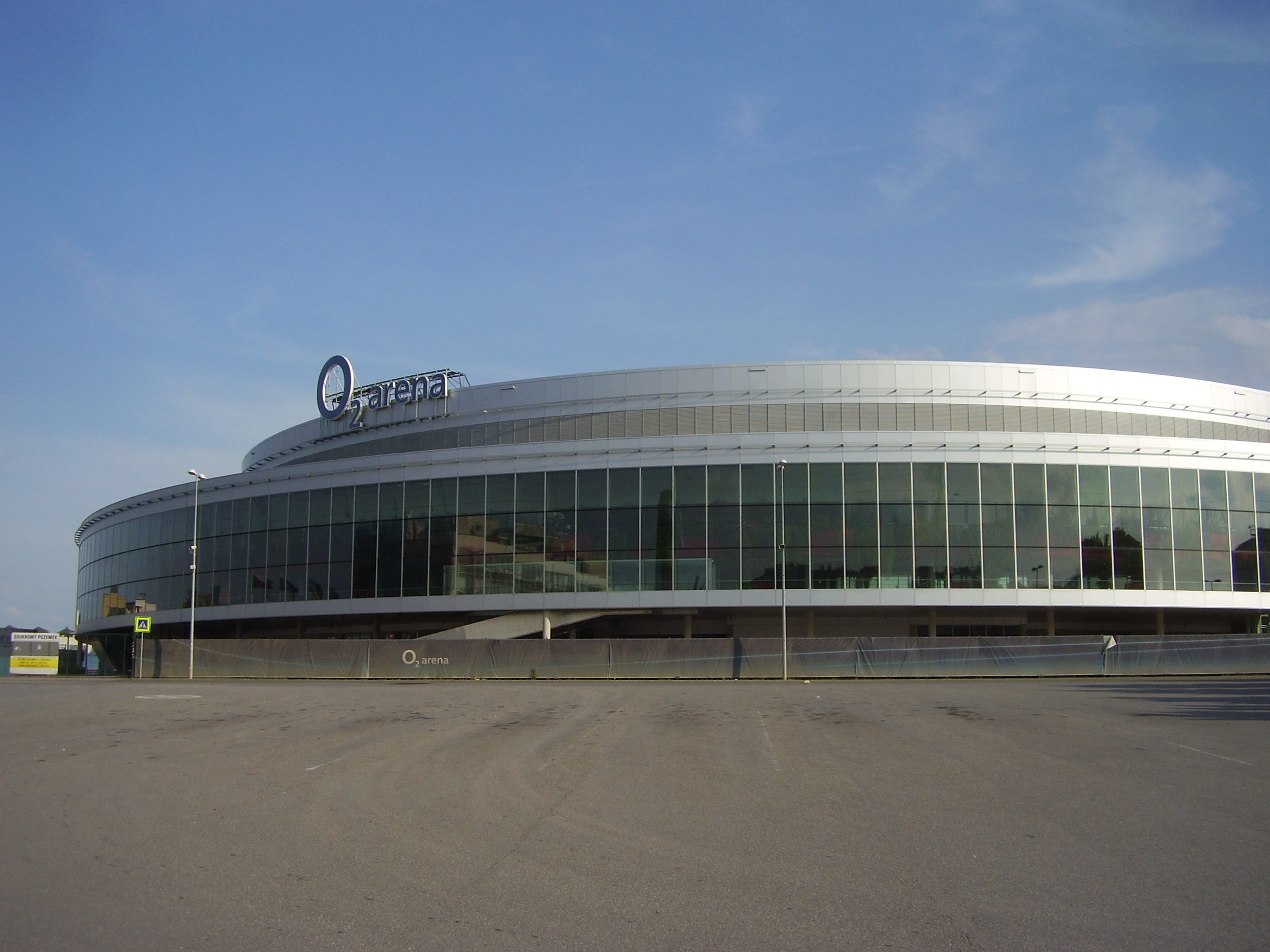
O2 Arena tại Praha, được xây dựng để tổ chức giải vô địch khúc gôn cầu trên băng nam thế giới 2004

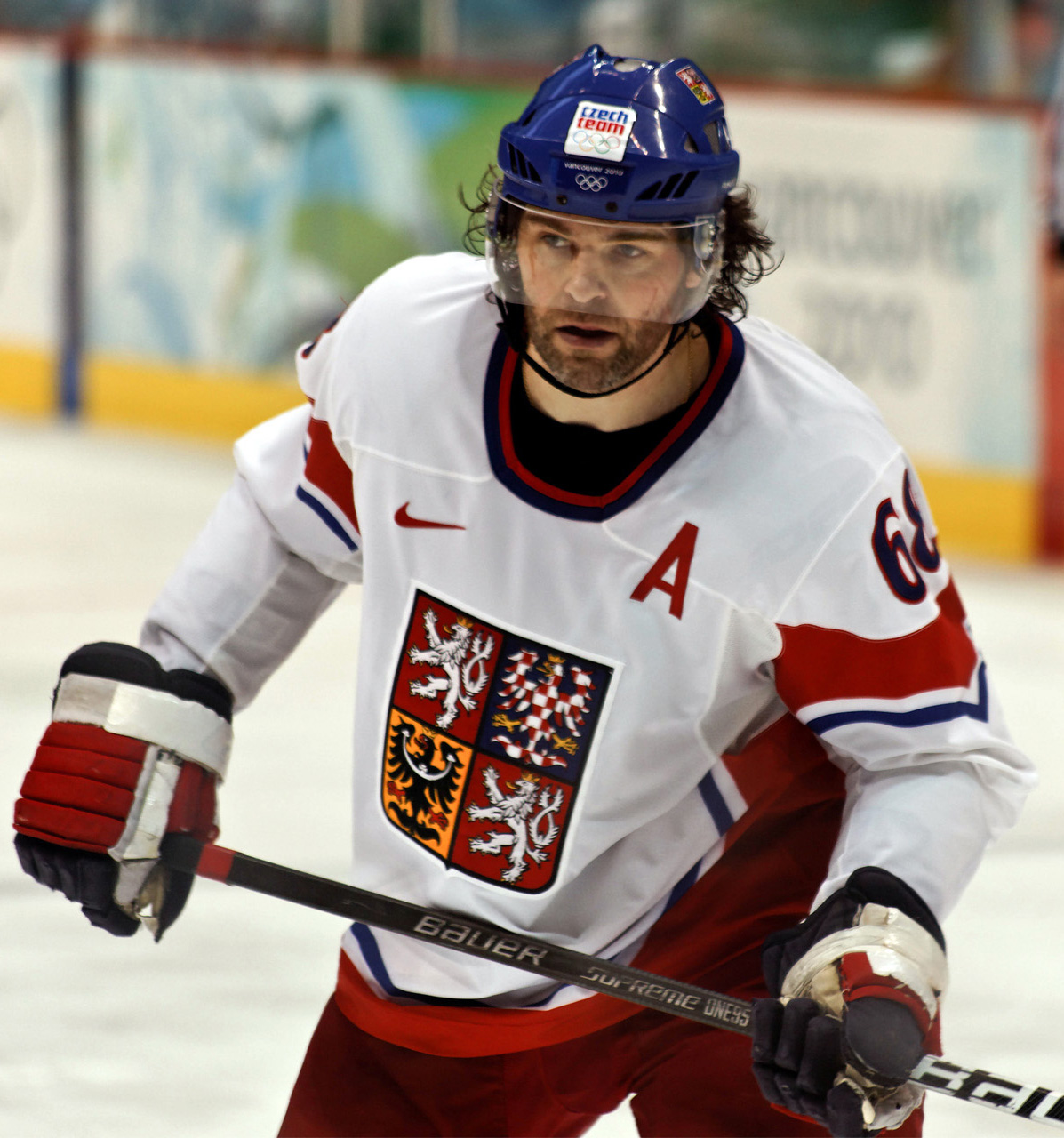
Jaromír Jágr là tay săn điểm hàng đầu trong số các cầu thủ tại giải NHL

### Đội tuyển quốc gia
Đội tuyển khúc gôn cầu trên băng quốc gia Cộng hòa Séc là một trong những đội bóng mạnh nhất thế giới, thường xuyên tranh tài tại giải vô địch thế giới, Thế vận hội Mùa đông và Euro Hockey Tour. Đội tuyển quốc gia nước này đã giành tấm huy chương vàng đầu tiên tại kì Thế vận hội Mùa đông 1998 ở Nagano. Từ năm 1996 đến 2001, tuyển Cộng hòa Séc đã có 6 lần giành huân chương vô địch thế giới, trong đó có ba tấm huy chương vàng liên tiếp từ năm 1999 đến 2001. Những càu thủ nổi bật của tuyển khúc gôn cầu trên băng Séc gồm có Jaromír Jágr, Dominik Hašek, Patrik Eliáš, Tomáš Plekanec, Aleš Hemský, Tomáš Kaberle, Milan Michálek và Robert Lang - người đeo băng thủ quân đội tuyển ở Thế vận hội 2006 giành tấm huy chương đồng. Lần cuối cùng đội giành huy chương vàng là tại giải vô địch khúc gôn cầu trên băng nam thế giới 2010.

### Extraliga
Extraliga là giải đấu khúc gôn cầu trên băng hạng cao nhất ở Cộng hòa Séc.

### KHL
Đội bóng HC Lev Praha đã thi đấu hai mùa bóng tại giải Kontinental Hockey League (KHL), bắt đầu từ mùa giải 2012–13. Đội bóng đã giành dự các trận play-off, nhưng bị loại bởi HC CSKA Moscow. Ở mùa giải 2013-2014, đội lọt đến trận chung kết nhưng để thua câu lạc bộ Metallurg Magnitogorsk đến từ Cúp Gagarin.

## Bóng đá

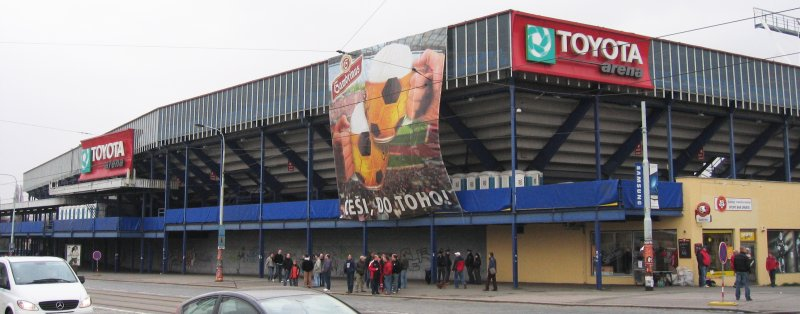
Generali Arena, sân nhà của AC Sparta Prague.

Bóng đá là môn thể thao thịnh hành ở đất nước Cộng hòa Séc. Trước đây đội tuyển quốc gia Tiệp Khắc cũ từng là một thế lực hùng mạnh với hai lần giành ngôi á quân giải vô địch thế giới và vô địch giải vô địch bóng đá châu Âu 1976. Môn thể thao này ngày càng có thêm nhiều người hâm mộ khi đội tuyển quốc gia Séc giành vé dự giải vô địch thế giới lần đầu tiên kể từ khi Tiệp Khắc tan rã. Những cầu thủ gần đây như Petr Čech, Tomáš Rosický và Pavel Nedvěd đã gặt hái nhiều thành công vang dội ở các câu lạc bộ hàng đầu châu Âu và trở thành những biểu tượng quốc gia.
Ở môn bóng đá quốc nội, Giải bóng đá vô địch quốc gia Séc là hạng đấu cao nhất trong hệ thống giải đấu bóng đá Séc. Các câu lạc bộ giàu thành tích nhất là hai đội bóng Thủ đô Sparta Prague và Slavia Prague. Trong mộ thời gian dài, Sparta Prague đã đem đến tuyển quốc gia những cầu thủ chất lượng như Libor Sionko, Jaromír Blažek, Zdeněk Grygera và Tomáš Rosický.
Sparta Praha là đội bóng thường xuyên góp mặt tại UEFA Champions League, và gần đây có thêm đội FC Viktoria Plzeň cùng Slavia Praha thường xuyên tham dự giải đấu danh giá nhất châu Âu cấp câu lạc bộ.
Tính đến nay, đội tuyển quốc gia nữ của Séc vẫn đang chờ một bước ngoặt ở đấu trường quốc tế, khi chưa từng tham dự giải vô địch châu Âu hay giải vô địch thế giới. Hầu hết các tuyển thủ quốc gia đến từ hai đội bóng Sparta và Slavia của Praha; đây cũng là hai đội bóng thành công nhất ớ đấu trường quốc nội, khi Sparta giành chức vô địch quốc gia 19 lần từ năm 1994 đến 2018 còn Slavia đã lọt vào tứ kết của UEFA Champions League cho nữ ba lần trong những năm gần đây.